# 338 av. J.-C.
Cette page concerne l'année 338 av. J.-C. du calendrier julien proleptique.

## Événements
- Avril : prise d’Amphissa par Philippe II de Macédoine, vainqueur des mercenaires conduits par le général athénien Charès : les macédoniens traversent la Locride, prennent Naupacte aux Achéens pour la remettre aux Étoliens[1].
- Printemps : tentatives diplomatiques infructueuses de Philippe auprès d’Athènes et de Thèbes[2].

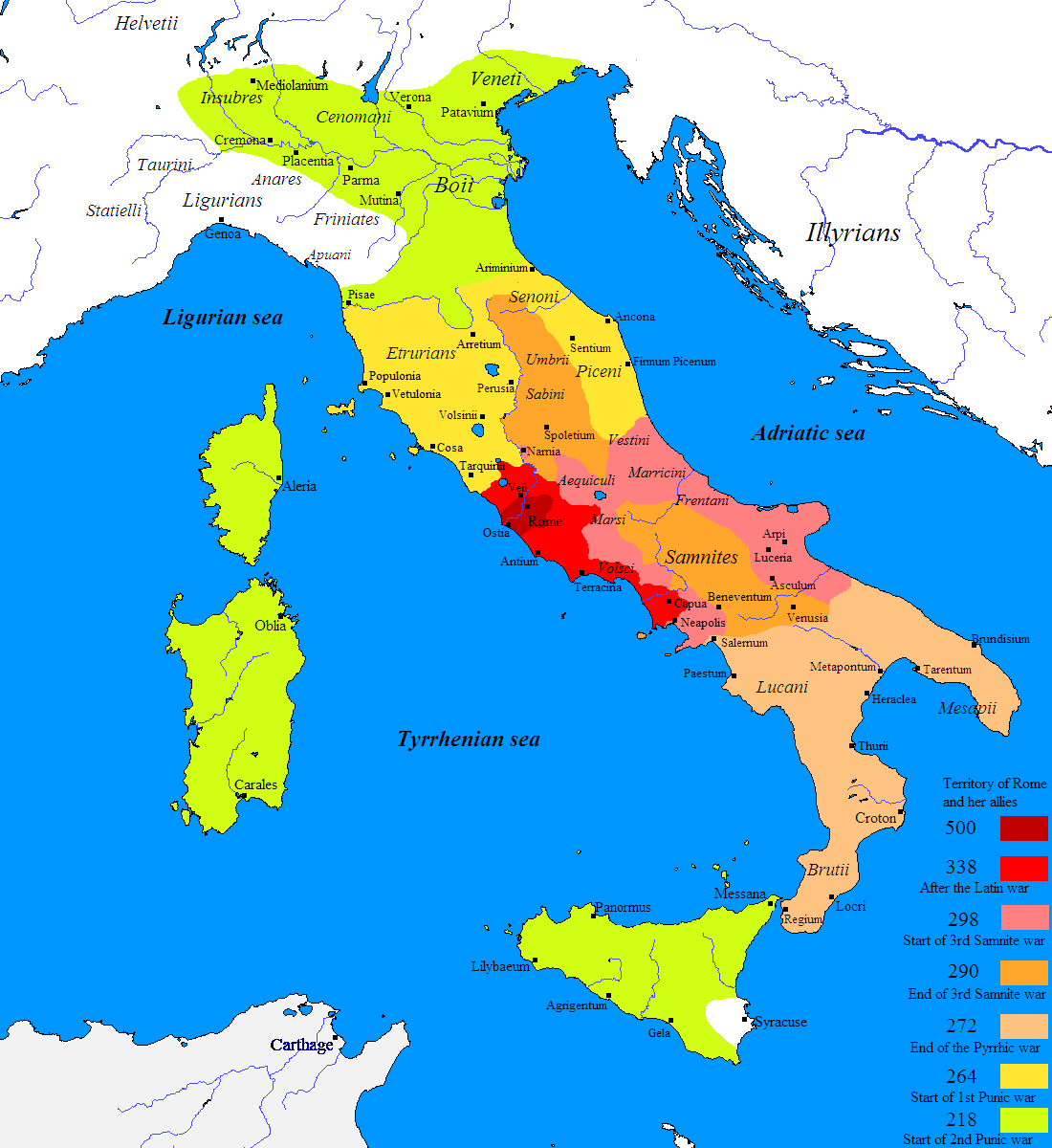
En rouge, le territoire de Rome après les guerres latines

- 30 juin (30 mai du calendrier romain) : début à Rome du consulat de Lucius Furius Camillus et Caius Maenius[3].
  - Victoire romaine sur les Latins près du fleuve Astura et à Pedum, qui est prise. La coalition brisée, les deux consuls réduisent successivement les villes insurgées et annexent le Latium, ce qui met fin à la révolte des Latins et des Volsques ; à l’automne, ils ont les honneurs du triomphe[3]. La Ligue latine est dissoute pour ne plus survivre que sous la forme religieuse des féries du mont Albain. Toute fédération ultérieure est interdite aux villes du Latium. La communauté des droits civils (mariage et propriété) leur est refusée. Cumes et le Latium reconnaissent la prépondérance romaine. Aricia, Lanuvium, Nomentum, Pedum sont annexées par Rome qui leur confère le droit de cité inférieure (civitas sine suffragio) et une large autonomie. Elle signe des traités d’alliance sur un pied d’inégalité avec Tibur, Préneste et Cora, en leur enlevant une partie de leur territoire. Signia, Norba, Circei et Setia conservent leur statut antérieur. Les colonies nouvelles ou renforcées d’Antium (338 av. J.-C.) et de Terracine (Anxur, 329 av. J.-C.) reçoivent la mission permanente de surveiller et de contenir les vaincus[4]. Le consul C. Maenius, vainqueur de la flotte latine à Antium orne la tribune du Forum avec les rostres des navires vaincus. La tribune prend pour nom « Les Rostres »[5].
  - à Rome, la plèbe accède à l’édilité curule (338 ou 331 av. J.-C.). Le Sénat est de fait ouvert aux plébéiens[6].

- 2 août[7] ou 1er septembre[8] : Philippe II de Macédoine défait les armées alliées d'Athènes et de Thèbes à la bataille de Chéronée (Chæronæ). Les Athéniens comptent 1 000 morts et 2 000 prisonniers, les Thébains plus de 2 000 morts. Thèbes se rend et la Ligue béotienne est dissoute[1]. 
  - Philippe installe une garnison sur la Cadmée, à Thèbes. Une oligarchie de 300 membres dévoués à Philippe est instaurée. Athènes se prépare à résister[2].
  - paix de Démade, entre Philippe et Athènes. Les prisonniers athéniens sont renvoyés et l’Attique n’est pas envahie. La Seconde Confédération est dissoute et Athènes doit renoncer à la Chersonèse, mais garde Samos, Lemnos, Imbros et Skyros et l’administration du sanctuaire d’Apollon à Délos. Pour remercier Philippe II de Macédoine de sa générosité, Athènes lui offre ainsi qu'à son fils Alexandre la citoyenneté athénienne[1].

- 26 août-25 septembre : fin du règne d’Artaxerxès III, roi des rois perse et pharaon d'Égypte. Il est empoisonné par l’eunuque égyptien Bagoas, son homme de confiance, qui porte au trône un de ses fils, Arsès, sous le nom d'Artaxerxès IV  (fin de règne en 336 av. J.-C.)[9].
- Automne : manœuvres militaires de Philippe dans le Péloponnèse. Il conclut des traités de paix avec de nombreuses cités (Achéens et Corinthiens notamment), sauf Sparte. Philippe envahit la Laconie et prend plusieurs zones frontalières[10]. La Ligue du Péloponnèse est dissoute.

- En Chine, le réformateur de Qin, Shang Yang, est condamné à être écartelé à la mort de Xiao[11].

- Le roi de Sparte Archidamos III est tué à Mandorium ou Mandonion, alors qu'il combat les Messapes et les Iapyges pour le compte de Tarente[12].

- Renouvellement du traité de 348 av. J.-C. entre Rome et Carthage[13].

## Décès en 338 av. J.-C.
- Artaxerxès III, roi de Perse assassiné par son eunuque favori.
- Isocrate, orateur et homme politique athénien. Il se laisse mourir de faim après la bataille de Chéronée devant la faillite de ses idées politiques d’union grecque sous Philippe (° 436 av. J.-C.).
- Archidamos III, roi de Sparte, tué en Italie alors qu'il s'était porté au secours de la cité de Tarente.
- Shang Yang, réformateur chinois de la période des Royaumes combattants  (° 390 av. J.-C.).